# 巴尔德拉尔科
巴尔德拉尔科，是西班牙安达卢西亚自治区韦尔瓦省的一个市镇。总面积15平方公里，总人口272人（2001年），人口密度18人/平方公里。